# Pentacén
A pentacén öt lineárisan kondenzált benzolgyűrűből álló policiklusos aromás szénhidrogén. Molekulájában kiterjedt konjugáció lép fel, szerves félvezető. Ultraibolya vagy látható fény elnyelésekor gerjesztődik (exciton jön benne létre), ami oxidációval szemben rendkívül érzékennyé teszi a vegyületet. Emiatt ez a lila színű por levegő és fény együttes hatására lassan bomlik.
Szerkezetileg a pentacén a lineáris acének egyike, melyek sorában a négy benzolgyűrűből álló tetracén és a hatgyűrűs hexacén között helyezkedik el. 2009 augusztusában az IBM egyik kutatócsoportja publikálta azon kísérleti eredményeiket, melyben atomerő mikroszkóppal egyetlen pentacén molekuláról alkottak képet. 2011 júliusában ugyanez a csoport módosított pásztázó alagútmikroszkóppal kísérletileg meghatározta a legmagasabb betöltött és a legalacsonyabb betöltetlen molekulapályák alakját.

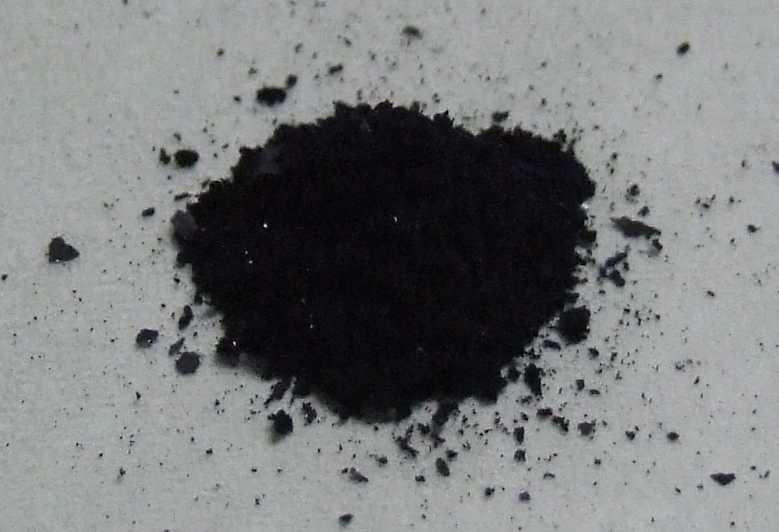
Pentacén por

## Szintézise

A pentacén szintézise

A pentacén szintézisének klasszikus módszere az Elbs-reakció. A pentacének laboratóriumi előállításának másik módja kis illékony komponensek extrúziója. Egy ilyen kísérleti elrendezésben szén-monoxidot állítottak elő egy prekurzorból 150 °C-on. a prekurzor a beszámoló szerint valamelyest oldódik kloroformban, így felhasználható forgatásos bevonásra. A pentacén forró klórozott benzolszármazékokban, például 1,2,4-triklórbenzolban oldható, ezekből – lemezes kristályokat kapva – átkristályosítható.

## Fordítás
Ez a szócikk részben vagy egészben a Pentacene című angol Wikipédia-szócikk fordításán alapul.  Az eredeti cikk szerkesztőit annak laptörténete sorolja fel. Ez a jelzés csupán a megfogalmazás eredetét és a szerzői jogokat jelzi, nem szolgál a cikkben szereplő információk forrásmegjelöléseként.